# Collybia semiusta
Collybia semiusta är en svampart som först beskrevs av Berk. & M.A. Curtis, och fick sitt nu gällande namn av Dennis 1951. Collybia semiusta ingår i släktet Collybia och familjen Tricholomataceae.   Inga underarter finns listade i Catalogue of Life.